# Lateralitat encreuada
La lateralitat creuada consisteix en la dominància d'un hemisferi cerebral sobre l'altre que provoca el predomini funcional d'un costat del cos humà sobre l'altre; s'acostuma a definir de manera estable cap als 4-5 anys. Té un origen genètic, de l'entorn i de l'aprenentatge. Els problemes de lateralitat poden donar lloc, a vegades, a algunes dificultats específiques de l'aprenentatge, tot i que no se'n pugui establir una relació causa-efecte sòlida.

## Origen
La lateralitat en les persones es determina a partir de la informació genètica, la influència de l'entorn i l'educació i l'aprenentatge rebut. Alguns estudis constaten que hi ha molta influència genètica en la determinació de la lateralitat. Per exemple, segons aquests estudis, la possibilitat de tenir un fill esquerrà si els dos pares són dretans és d'un 9,5%; en canvi, si els dos pares són esquerrans aquesta xifra augmenta al 26%. La influència de l'entorn també és determinant en el desenvolupament de la lateralitat: per exemple, els nens petits s'acostumen a trobar amb la majoria d'objectes fets per a dretans i els pares també acostumen a fer que els nens utilitzin més la mà dreta que l'esquerra.
Entre els 0 als 6 anys es desenvolupa de manera més notable la lateralitat, coincidint amb els primers aprenentatges que necessiten codis escrits. Que un nen sigui dretà o esquerrà no determina que la lateralitat estigui ben desenvolupada, sinó que un dels dos hemisferis del cervell predomini més que l'altre, és a dir, que les diferents dominàncies estiguin organitzades al mateix costat, especialment pel que fa a la mà, ull i peu. La lateralitat es pot avaluar a partir de proves específiques, com per exemple, el test de dominància lateral de Harris.
De manera general, es pot avaluar la dominància lateral a partir de:
- Dominància manual: se li demana al nen que escrigui una sèrie de números o lletres, d'aquesta manera podem observar quina de les dues mans predomina. També és interessant demanar-li que utilitzi altres objectes per veure si segueix predominant la mateixa mà.
- Dominància ocular: es pot comprovar fent un forat en un paper i demanant al nen/a que el sostingui amb els braços estirats i que miri pel forat. Sense deixar de mirar pel forat, el nen/a s'ha d'acostar el paper a la cara, d'aquesta manera podrem veure quin és l'ull dominant.
- Dominància de peu: es pot comprovar amb accions molt simples com demanar al nen/a que xuti una pilota.
- Dominància auditiva: es pot comprovar donant al nen/a un objecte que emeti un soroll tènue: a l'orella a la que s'acosti l'objecte és la dominant.

## Tipus
- Homogènia destra:[4] és quan l'ull, la mà, l'oïda, el peu, etc., predominants estan al costat dret.
- Homogènia esquerrana: és quan l'ull, la mà, l'oïda, el peu, etc., predominants estan al costat esquerre.
- Lateralitat encreuada: és quan tot el predomini de les parts no es troba al mateix costat del cos. Una criatura amb lateralitat encreuada, quan comença a llegir, sol saltar-se línies, no fa massa entonació, necessita el suport del dit per seguir el text, etc.

La lateralitat ambidextra es produeix quan no existeix un predomini de cap dels dos costats del cos.

## Desenvolupament
Fins als 4 o 5 anys no té massa importància conèixer on hi ha la dreta i l'esquerra. El nen va desenvolupant-se segons el seu curs evolutiu i encara resulta innecessari el coneixement de l'espai codificat segons les coordenades dreta-esquerra. L'espai el nen el percep directament. Les coses comencen a canviar quan s'inicia l'aprenentatge formal i en concret el de l'escriptura i la lectura. Ara el nen es trobarà amb uns símbols (lletres i números) en què les coordenades espacials i temporals li marcaran el seu significat. El control, per tant, d'aquestes coordenades suposa un pas previ fonamental per a la seva comprensió.

## Principals conseqüències
- Dificultat en l'automatització de la lectura, escriptura i càlcul
- Inversions en la lectura i en l'escriptura de nombres i lletres
- Errors en llegir
- Substitucions d'unes lletres per altres
- Dificultats amb els conceptes bàsics matemàtics
- Desorientació espacial i temporal
- Malaptesa psicomotriu i mancança de ritme

Com a conseqüència de tot això el tema escolar es veu molt afectat, sense oblidar el desenvolupament emocional. Es converteixen en nens desmotivats, amb poc d'interès en les activitats escolars, i fins i tot en altres, causa dels seus problemes d'atenció i concentració. La seva autoestima sol ser molt baixa.

## Símptomes de la lateralitat que s'exterioritzen durant l'educació primària
Els símptomes de la lateralitat que podem veure en els infants de primària es classifiquen en tres grups: errors en els processos d'aprenentatge, errors en la pràctica escolar i símptomes psicològics.
La primera classificació està formada pels errors en els processos d'aprenentatge. En aquest àmbit, es podran observar: la dificultat en l'automatització, tant de la lectura i l'escriptura com del càlcul; problemes en l'organització adequada de l'espai i del temps, així com de la informació codificada. Malaptesa psicomotriu materialitzada en la confusió per situar-se a la dreta o a l'esquerra a partir de la pròpia posició corporal, i en la lentitud de reacció a conseqüència de l'escassetat de reflexos immediats davant certes activitats manuals, i inversió involuntària en l'ordre gràfic i lector.
En referència als errors en la pràctica escolar, podem veure com la lectura de l'infant estarà marcada per les pauses i la lentitud, una altra manifestació possible és la confusió entre l'esquerra i la dreta, que li dificultarà la comprensió d'algunes unitats mètriques com les desenes o les centenes. Tanmateix pot aparèixer certa confusió entre la suma i la resta ó la multiplicació i la divisió. Finalment amb relació a les capacitats lingüístiques serà possible l'aparició de confusió entre síl·labes directes i inverses. Juntament es pot veure un millor nivell de comprensió de les explicacions verbals que de les instruccions escrites, de la mateixa manera hi haurà major facilitat per a donar explicacions verbals que escrites, igual que una marcada preferència pel càlcul mental que per l'escrit. A nivell numèric, és possible que escrigui les lletres i números de manera invertida, com reflectides en un mirall.
L'última categoria classificatòria és la dels símptomes psicològics. Els més freqüents són: dificultat d'atenció, facilitat de distracció, hiperactivitat, desmotivació o l'interès nul o escàs per algunes activitats, inhibició, irritabilitat, desesperança, reaccions desmesurades, baixa autoestima, i incapacitat per a concentrar-se en una única tasca durant un espai de temps determinat.

## Exercicis
Amb els exercicis podem aconseguir una segona oportunitat per a aprendre i dominar habilitats no adquirides abans. Amb la correcta estimulació aconseguim noves vies i un sistema nerviós organitzat i ben estès. A més a més dels exercicis ens haurem de recolzar en protocols biològics, homeopàtics, de nutrició i, especialment, de cara a la part més emocional, l'orientació psicopedagògica cap als pares, mares i professors.
N'hi ha algunes propostes d'exercicis:
- El nen ha de conèixer i experimentar les possibilitats del cos.
- Jugar amb la tonificació del cos, ja sigui cap a la relaxació, com a la tonificació.
- Pràctica de jocs de pressió i destresa manual sobre diferents objectes i textures.
- Proposar jocs d'escriptura i provar-ho amb ambdues mans, comentar amb el nen l'experiència i les sensacions.
- La imaginació sempre ha d'estar present en els exercicis, ja que així només tindrem com a eina el cos i se'ns obre un gran ventall de possibilitats per fer i prendre consciència sobre el cos.
- Activitats amb fang, utilitzant primer una mà i després l'altra.
- Utilització de la música com a eina perquè l'infant repeteixi ritmes.
- Experimentar sobre tot tipus d'espais i terrenys, donant molta llibertat a l'infant.

## Tractament
La lateralitat encreuada a un adult es pot tractar en qualsevol edat, des de la infantesa fins a l'edat adulta. El millor tractament és detectar-la en un infant de 4-5 anys, ja que a partir d'aquesta edat és quan es pot avaluar la lateralitat, i així evitar encreuaments. En el cas de ja existir s'ha de resoldre en algun dels sentits. La teràpia és la reorganització neurofuncional, que desbloquejarà el desenvolupament del nen, organitzant-li el sistema nerviós i aprofitant les seves possibilitats de regeneració. Amb la maduració del sistema nerviós podem resoldre tots els símptomes de la lateralitat encreuada, les dificultats d'atenció, organització de l'espai, els problemes emocionals i d'autoestima.
Es debat sobre la qualitat que té la intervenció en la lateralitat per a corregir efectes que poden sorgir després en l'aprenentatge. Hi ha autors que defensen la intervenció primerenca per evitar aquests efectes, i per minimitzar conseqüències i defensen el procés de desenvolupament, limitant el nen a potenciar-lo. Cada nen és diferent, amb les seves característiques, no es pot generalitzar a l'hora d'intervenir. S'ha de fer un pas previ abans de la intervenció; fer una avaluació psicomotriu, estudiar la història evolutiva del nen o nena, i també els resultats de l'examen oftalmològic. Una mala lateralitat pot manifestar-se de maneres diferents; la més corrent s'anomena encreuament lateral simple, en el qual el nen utilitza habitualment l'ull dominant i escriu amb la mà subdominant, és el cas de nens dretans de peu i mà però dominant l'ull esquerre o a l'altre. En el cas de corregir la lateralitat, s'aconsella actuar sobre el canvi de la dominància de la mà abans que amb el de l'ull. No s'ha d'oblidar que la tendència lateral condueix a una distribució de funcions entre els dos hemisferis i, per tant, aplicar-hi un programa en contra pot complicar bastant les coses; aplicar un programa a favor simplifica el procés i n'optimitza els resultats. En el cas d'aplicar un canvi en la dominància visual, s'ha de comptar amb un especialista en optometria per fer el tractament.